# Наддвинье
«Наддвинье», Народное литературное объединение «Наддвинье» — объединение белорусских писателей, основанное в 1926 году в Полоцке, как Полоцкий филиал Маладняка. Является одним из самых старых в Беларуси и по сей день продолжает свою творческую работу.

## История
Через «Наддвинье» прошло много известных белорусских литераторов. Среди знаменитых поэтов членами объединения являлись: А. Дудар, А. Звонак, среди прозаиков — Я. Скрыган. В предвоенное время заявили о себе: Э. Самуйленок, П. Бровка, Т. Хадкевич. Тут же делали свои первые шаги такие писатели, как: Г. Буравкин, В. Лукша, М. Барэйша, Н. Гальперович и другие.

## Деятельность
Участниками объединения издаются авторские и коллективные сборники поэзии, проводятся литературные вечера и творческие встречи. Также в газете «Полацкі веснік» всегда печатается литературная страница.